# Beecker Flachsmuseum
Das Beecker Flachsmuseum, gelegen an der Holtumer Straße 19a in Beeck bei Wegberg (Kreis Heinsberg), ist der Kulturpflanze Flachs gewidmet.
Es zeigt den Leinsamen, die Aussaat, das Raufen der Flachstängel, die Flachsröste, das Arbeiten mit dem Riffelbrett und der Breche, das Schwingen des Flachses und das Kämmen mit der Hechel und die gewonnene Flachsfaser, die Arbeitsschritte am Spinnrad und Webstuhl bis zum fertigen Textilgewebe in der Leinenindustrie und schließlich die Produkte Leinen und Leinöl.
Ein Raum und eine Küche im Flachsmuseum sowie der Museumsgarten können für Veranstaltungen und Tagungen genutzt werden.

## Geschichte
Flachs hatte in der Vergangenheit eine große Bedeutung für die Landwirtschaft und die Textilindustrie der Region. Das Dorf Beeck war ein Zentrum des Flachsanbaus und wurde deshalb im Platt, dem örtlichen Dialekt Flaasbeek genannt.
Das Museum wurde 1982 vom Heimatverein Wegberg-Beeck gegründet. Zunächst war es in der früheren Schmiede Mühlenbroich, Holtumer Straße untergebracht. 1987 erwarb der Verein ein gegenüberliegendes, großes Grundstück mit einer ehemaligen Zehntscheune, die er von 1988 bis 1990 in Eigenregie restaurierte und als Museum einrichtete.
Zur Finanzierung wurde bis 2013 jeweils an einem Wochenende im Herbst der Flachsmarkt veranstaltet, über hundert alte und neue Handwerksberufe konnten sich auf dem Beecker Marktplatz an der St.-Vincentius-Kirche präsentieren.

## Flachs und Leinsamen aus Beeck

### Die Aussaat
Gemeinsam mit der örtlichen Grundschule Am Beeckbach erfolgt alljährlich die Aussaat des Flachses.
Nach altem Brauch soll dies am 100. Tag des Jahres stattfinden – schweigend, daher nahmen die Bauern einen Steck in den Mund. Zudem muss ein kniehoher Stock in den Acker gesteckt werden, damit der Flachs weiß, wie hoch er wachsen muss. Das mundartliche Lied von Georg Wimmers, das die Kinder zur Flachsaussaat am 9. September 2014 (dem 99. Tag des Jahres) sangen, bezieht sich auf diesen Brauch. (Melodie: Hänschen klein).
Et es so wiet, werr stond parat,
noh honget Daach es Flachsaussaat.
Bruet möt Speck, em Monk ne Teck,
sonst hätt et keene Zweck.
De Bäurin sprönk noch von dr Döösch,
ne Steäk noch en et Feld renköösch.
Klompe aan, jetz jeht et ran,
domöt et waaße kann!
Es ist soweit, wir stehen parat,
nach hundert Tagen ist Flachsaussaat.
Brot mit Speck, im Mund einen Steck,
sonst hat es keinen Zweck.
Die Bäuerin springt noch vom Tisch,
einen Steck noch in dem Feld rein könnt.
Holzschuhe an, jetzt geht es ran.
damit es wachsen kann!

### Das Leinöl
Mit dem Förder- und Museumsverein Schrofmühle bei Rickelrath, gleichfalls in der Stadt Wegberg gelegen, wurde 2014 eine Kooperation beschlossen. Der in Beeck gewonnene Leinsamen wird zur Ölmühle gebracht, wo hieraus Leinöl gepresst wird.

## Museumshop
Im Leinenlädchen werden verschiedene Leinen-Produkte angeboten; halbleinene und reinleinene Geschirrtücher, reinleinene Servietten und Leinen. Literatur ist erhältlich.

## Museumspädagogik
- Alle Sinne werden wahrgenommen: schauen, zuhören, riechen, schmecken, anfassen und selbstständiges Tun
- Führungen für Erwachsene, Schüler und Kindergartenkinder werden angeboten.
- Die Teilnehmer der Gruppen können sich ein Flachsdiplom „erarbeiten“.
- Vorführungen zum Thema Flachs können auch außerhalb des Museums in den Schulen und Kindergärten vor Ort angeboten werden.

Das Thema: „Provinz“ wird museumsübergreifend thematisiert. Im Flachsmuseum werden die „textilen Nischen“ des Kreises Heinsberg gezeigt: 3-dimensionale Textilien der Firma Essers aus Wassenberg, feuerfeste Textilien für Feuerwehren, hergestellt von der Firma S-Guard aus Heinsberg und Lackierbekleidung im Formel-1-Style von der Firma Wibeco aus Wegberg.

## Beecker Trachtenmuseum
Der Heimatverein Wegberg-Beeck betreibt wenige Schritte vom Flachsmuseum entfernt auch das Museum für Europäische Volkstrachten.